# Héctor Pumarino Soto
Héctor Pumarino Soto (Santiago, 10 de agosto de 1901 - Antofagasta, 9 de mayo de 2001) fue un periodista, escritor y etnógrafo chileno, que con sus obras contribuye a crear la literatura histórica de El Loa. Rescatando el pasado de la zona, recreando costumbres y creencias y describe el quehacer de los habitantes de la tierra de cobre y salitre. 

## Biografía
Se dedicó desde muy joven a actividades en el periodismo, la literatura, la poesía y la historia.
Llegó como "enganchado" en un barco desde Valparaíso hasta Iquique para trabajar en la oficina salitrera Tránsito. Fue obrero y empleado en varias oficinas de Tarapacá, en la época de la explotación del "oro blanco" en el Norte Grande.
En 1920, se dedica al periodismo; reportero del diarios de Santiago, Concepción y Valparaíso. 
En 1926 se traslada al norte, escribe en los diarios El Tarapacá y La Provincia de Iquique; El Mercurio y El Abecé de Antofagasta. Cumple funciones de reportero en La Nación y La Hora; El Sur y La Patria de Concepción; El Mercurio de Calama; en Chuquicamata publica en los periódicos Pampa Pukará y el Semanario Oasis. Años más tarde colabora en las revistas En Viaje y Vea. Además participa en la publicación periódica de filosofía de la Universidad de Chile sede Antofagasta.
Durante 30 años reside en Calama, donde trabaja tanto en prensa escrita como radial. Es locutor en radioemisoras de Antofagasta y Santiago. Por espacio de 10 años es Director de Radio Calama y Radio El Loa de Chuquicamata. 
En la provincia El Loa, contribuye a crear el Frente de Escritores del Norte, el Instituto de Literatura Nortina y el Instituto Cultural El Loa. 
Publica libros referidos a la historia de El Loa, trilogía histórica literaria, que resalta valores humanos y destaca la belleza del paisaje del norte. Estampas históricas rescatadas de su propia experiencia en la pampa tarapaqueña, el pueblo de San Pedro, Calama y Chuquicamata.
Entre sus publicaciones están: Narraciones y crónicas del norte andino (1972); El Loa, ayer y hoy (1978) y Tierras del Sol (1982).
Relatos etnográficos e historias de vida que emanan desde la oralidad más ancestral, la leyenda atacameña y la faena minera. Textos que reconstruyen el tiempo, el mito y la realidad social del Loa, intentando llenar el vacío literal del acontecer humano del desierto de Atacama.
Participó como miembro de la Unión de Escritores Americanos y de fue Académico de Honor (1980) del Instituto de Literatura de la Universidad de Chile. Fue gestor del Instituto de cultura El Loa.
Entre sus labores políticas, sustituyó al gobernador loíno cuando ésta era provincia y departamento. Posteriormente, 1977 la Municipalidad de Calama lo distinguió con la condecoración la "Mazorca de oro".
Falleció en Antofagasta en 2001 a los 99 años.

## Publicaciones
- Rutas de ensueños
- Facetas
- Romance del Salitre (Cuentos)
- Narraciones y Crónicas del Norte Andino (1972)
- El Loa, ayer y hoy (1978)
- Tierras de sol (1983)
- "Mr. William E. Rudolph visitó su Chuquicamata que no olvida", realizada el 16 de abril de 1966, Diario El Pukara, Antofagasta.